# سی عبدالغنی
سی عبدالغنی (به عربی: سي عبد الغني) یک شهرداری در الجزایر است که در استان تیارت واقع شده‌است.